# أبو بكر محمد زكريا
أبو بكر محمد زكريا بن محمد صدّيق الرحمن مَجْمُوعَدَار الْكُمِلَّائِيّ (مواليد 1969) هو عالم إسلامي من بنجلاديش وشخصية إعلامية وأستاذ جامعي وكاتب وخطيب ومتحدث إسلامي. يعمل أستاذاً للفقه والدراسات الشرعية بجامعة كوشتية الإسلامية. يناقش البرامج الإسلامية والإسلام في مختلف الصحف والمجلات في مختلف القنوات التلفزيونية البنجلاديشية. كما يلقي خطبًا في مختلف المحافل الإسلامية وخطبة صلاة ما قبل الجمعة في عدة أماكن. نشر كتابه "تفسير زكريا" بمطبعة الملك فهد. إنه الإصدار الرسمي للمملكة العربية السعودية ، ويحظى الكتاب بتقدير القراء المسلمين في البنغال. كتابه هندوسيات وتسور وشرك في الكاظم والحديث لهما شعبية كبيرة في العالم العربي. إلى جانب ذلك ، فإن كتبه موجودة أيضًا في مناهج الدراسات العليا العامة في بنغلاديش.
 في الحج لعام 2023 ، تم تقديم تفسيره البنغالي المؤلف من مجلدين والمنشور من السعودية كهدية من الحكومة السعودية لجميع الحجاج البنغاليين.

#### العربية
```
كتابه هندوسيات وتسور
[
16
]
 وكتابي الشرك في القديم والحديث يحظى بشعبية كبيرة في العالم العربي.
```

- "الهندوسية وتأثر بعض الفرق الإسلامية بها" (ردمك 978-603-90755-6-1)[17][18]

كتاب هندوسيات، الذي ألفه في البداية كأطروحة، أخذ المساعدة المباشرة من أستاذه ضياء الرحمن أعظمي في التأليف وتابع عن كثب كتاب عزمي "فصول في أديانيل هند" (فصول عن الديانات الهندية).
- "الشرك في القديم والحديث" [19][20][21][22]

يحظى كتاب الشرك في القديم والحديث بشعبية كبيرة في العالم العربي باعتباره كتابًا أكاديميًا، وقد استخدمه العديد من العلماء كمرجع في كتبهم ومقالاتهم المكتوبة ومنهم علي الصلابي.
- الاهتمام بالسيرة النبوية باللغة البنغالية عرض وتحليل
- تاريخ تطور ترجمة معاني القرآن الكريم إلى اللغة البنغالية

وقد نال كتابه هندوسية وتصور استحساناً كبيراً من قبل عبد الله بن سلام البطاطي في برنامج "الخزانة" التابع لقناة قناة زاد الفضائية المملوكة لـ محمد المنجد وتمنى أن يكون تتم ترجمته إلى اللغة الإنجليزية مما يعطي الكتاب أهمية كبيرة باعتباره عملاً تفصيليًا عن الهندوسية من المنظور الإسلامي.